# 善福寺 (杉並區)
善福寺（日语：／ Zenpukuji */?）是東京都杉並區的地名。現行行政地名為善福寺一丁目至四丁目。已實施住居表示。2013年10月1日為止的人口有11,952人。郵遞區號167-0041。

## 地理
位於杉並區最西北部。北部與西鄰接練馬區關町南。西部鄰接練馬區立野町。西南部鄰接武藏野市吉祥寺東町。東北部鄰接杉並區上井草。東部鄰接杉並區今川。東南部鄰接杉並區桃井。東南端鄰接杉並區上荻。南部鄰接杉並區西荻北。町內主要為住宅區。町域中央有善福寺公園，園內有善福寺池。水池周圍的二丁目至四丁目為高級住宅區。此外，善福寺池是善福寺川的源頭。東部青梅街道旁有井草八幡宮。西南部二丁目與武藏野市的交界附近有東京女子大學。

### 同潤會西荻窪普通住宅
現在善福寺2丁目內稱為現在櫻町會的區域是過去同潤會所建造的214戶住宅。現在依然保留了部分當時建築。住宅區街道呈棋盤狀，並種植櫻花樹，且設有町內會館等設施。昭和7年に供給開始。住宅地北側有知區之路（知る区ロード）的口袋公園「裸足綠州」（はだしのオアシス）。

## 歷史

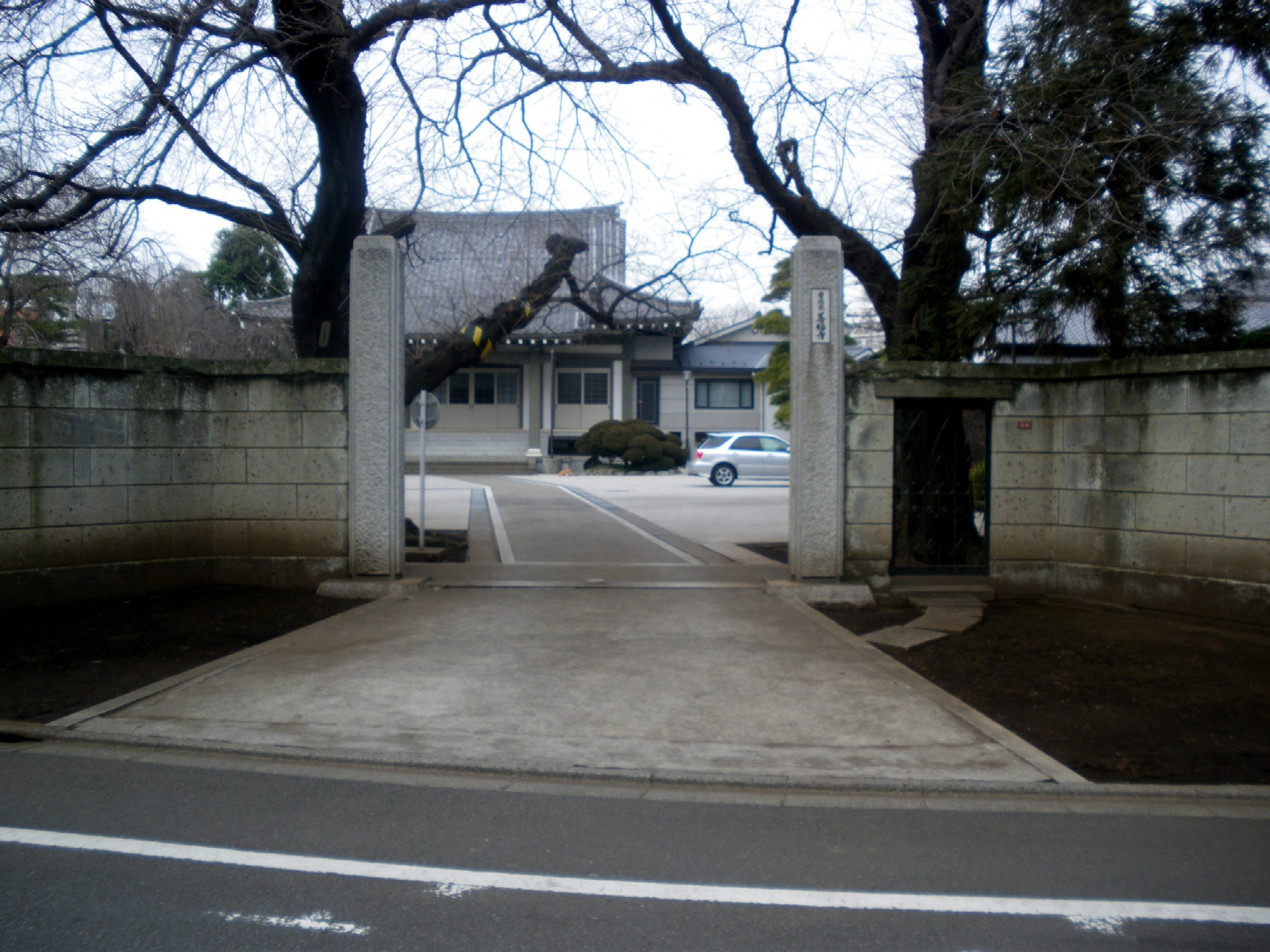
現在的『善福寺』

### 地名由來
地名來自於古代此地的善福寺，江戶時代因災害破壞而廢寺。

### 井荻土地區劃整理事業
包含善福寺地區的舊井荻村，在村長內田秀五郎（1876－1975）的主導下，於1925年（大正14年）至1935年（昭和10年）進行總面積達8.4平方公里的區劃整理事業。完成後，各街區面積約2,000坪，整體呈現棋盤狀。這項工程也使得善福寺轉變為現在的寧靜住宅區。

### 井荻町營水道
隨著區劃整理的進行，井荻町於1930年（昭和5年）開始進行水道工程，1932年（昭和7年）杉並區成立後移交給東京市水道局。杉並淨水所是東京都區部唯一利用地下水的淨水場，負責善福寺、西荻北部分地區的供水。

### 善福寺風致地區
1930年5月，善福寺與洗足、石神井、江戶川一同指定為風致地區。當初的指定區域涵蓋相鄰的板橋區石神井關町（現練馬區關町南），面積達60.4公頃，1963年縮減至29.2公頃。但隨著都市化與地價高漲，風致地區內的廣大宅邸逐漸減少，轉而進行迷你開發。

## 交通
町內無鐵路車站。可利用來往JR中央線荻窪站、西荻窪站、吉祥寺站、西武新宿線上石神井站等的巴士。

## 設施
- 善福寺公園
- 井草八幡宮
- 東京女子大學善福寺校區
- 杉並區立荻窪中學校
- 杉並區立井荻小學校
- 杉並區立桃井第四小學校

## 備註
1. ↑  .   [2013-10-22]. （原始内容存档于2013-10-22）.